# Karl Leisner
(Da una annotazione di Karl Leisner scritta il 25 luglio 1945 sul proprio diario)
Karl Leisner (Rees, 28 febbraio 1915 – Planegg, 12 agosto 1945) è stato un presbitero tedesco, morto a seguito della prigionia nel campo di concentramento di Dachau dove era stato internato a motivo della sua fede. È stato beatificato dalla Chiesa cattolica nel 1996.

## Biografia

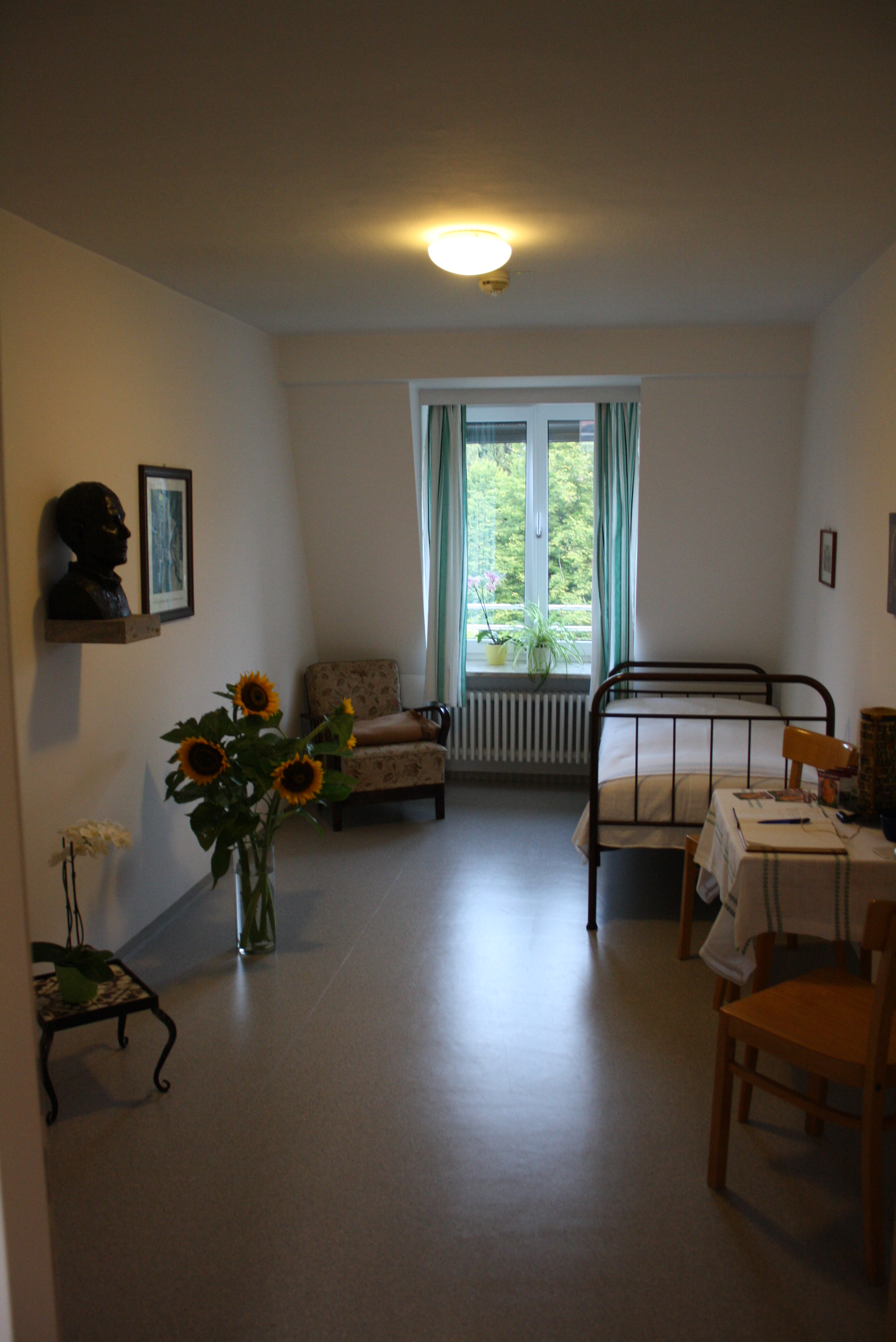
La casa di Leisner

Karl Leisner nasce il 28 febbraio 1915 a Rees, in Vestfalia (ovest della Germania). Nel 1921, la sua famiglia si trasferisce a Kleve, cittadina non lontana. Il padre, Wilhelm Leisner, cancelliere del tribunale, è un uomo molto metodico, profondamente attaccato alla fede cattolica tramandatagli dai suoi avi, e ha un carattere energico e impetuoso. La madre, Amalie Falkanstein, è invece gentile e comprensiva, calma e conciliante.
Il giovane Karl frequenta inizialmente la scuola elementare, poi, nel 1927, il liceo statale. A seguito di un peccato, scrive: «Sono ricaduto ancora una volta... Basta! Abbasso il peccato!... Rimani calmo e coraggioso, malgrado tutte le futilità e tutta la voracità dei sensi! Voglio avere la massima stima di me stesso: sono un'immagine del Dio trinitario che è un solo Dio. Ristabilire in me l'unità fra il volere e l'agire».
Viene a contatto con il catechista del liceo, don Walter Vinnenberg, che gli propone di collaborare con un'associazione per la gioventù, il gruppo San Werner. Riceve l'incarico di redigere le relazioni degli incontri e delle attività svolte. Le relazioni diventano, a partire dal maggio 1928, il diario della sua anima.

### Redattore di San Werner
Fra le attività del gruppo San Werner, un posto di rilievo occupano le gite in bicicletta. La partenza è preceduta da una Messa che costituisce il momento più spirituale della giornata. Karl ed i compagni si divertono a montare la tenda, a scoprire città e paesaggi. Si suonano il flauto e la chitarra, s'intonano canti popolari, si partecipa ad atti di omaggio alla Vergine Maria. Ben presto, Karl viene nominato responsabile dei Movimenti della Gioventù Cattolica della circoscrizione di Kleve; sono gli anni in cui s'interessa anche alla vita civile e politica.

### Contesto storico-sociale
Nel gennaio 1933, il nazionalsocialismo è giunto al potere in Germania. Il 2 luglio seguente, le autorità chiudono i locali delle organizzazioni cattoliche e ne confiscano i beni. Il giovane è individuato molto rapidamente per i suoi articoli sulle riviste cattoliche e schedato dalla Gestapo. Si sforza di essere più prudente nel parlare, senza tuttavia nascondere la propria fede cristiana, e senza rinunciare all'impegno assunto in città. Tutti i giorni, fa lo sforzo di alzarsi abbastanza presto per andare a Messa e fare la Comunione. La serietà della sua applicazione a scuola impedisce ai responsabili del liceo di espellerlo. Supera l'esame di maturità con la menzione «Buono», nonostante le sue qualità letterarie.

### Formazione
A Pasqua del 1933, prima di entrare in terza liceo, Karl si reca a Schönstatt per un ritiro spirituale. Annota nel suo diario che comincia a prendere in esame il suo progetto di vita. Nel dicembre 1933, dopo un periodo trascorso nel discernimento, decide per la vita ecclesiastica
Il 5 maggio 1934, entra così nel seminario Borromäum di Münster. Studia filosofia e teologia presso l'università di Münster. Il vescovo Clemens von Galen,, lo nomina responsabile diocesano della Gioventù Cattolica.
A Pasqua del 1936 va all'Università di Friburgo in Brisgovia. L'anno successivo avrà la possibilità di visitare Roma e di essere ricevuto in udienza da papa Pio XI, che ha condannato il nazionalsocialismo con l'enciclica Mit Brennender Sorge, e il comunismo con l'enciclica Divini Redemptoris,.
All'inizio del 1938, Karl supera l'esame di ammissione al seminario maggiore; il 4 marzo 1939 viene ordinato suddiacono e il 25 marzo riceve il diaconato dalle mani di monsignor von Galen.
Come di norma, alcuni mesi dopo avrebbe dovuto ricevere l'ordinazione sacerdotale, ma la tubercolosi polmonare, manifestatasi improvvisamente, lo costringe a recarsi nel sanatorio di St. Blasien, nella Foresta Nera, per curarsi.

### Arresto e detenzione
Il 9 novembre 1939, la notizia di un attentato contro Hitler a Monaco di Baviera si diffonde nel sanatorio. Alla notizia che il Führer è uscito indenne Karl risponde: «Peccato che non ci sia rimasto» Leisner viene immediatamente denunciato per propaganda sovversiva e, il giorno stesso, è rinchiuso nella prigione di Friburgo.
Il 16 marzo 1940, Karl viene internato nel campo di concentramento di Sachsenhausen, vicino a Berlino. Ha ricevuto il numero di matricola 17520. Con la dura vita del campo, dove regnano lavoro disumano, fame e malattie, lo stato di salute del giovane peggiora. 
Nel dicembre del 1940, dietro le insistenze dell'episcopato tedesco, Himmler, comandante supremo delle S.S., decide di raggruppare gli ecclesiastici in un solo campo, a Dachau, e di sottoporli a condizioni meno disumane. 
 Leisner viene quindi trasferito in questo campo nel quale ai sacerdoti è concesso di partecipare alla Messa.
Nella notte del 15 marzo 1942, viene ricoverato nell'infermeria del campo per un'emorragia polmonare. Nel periodo di permanenza al campo di Dachau ci tornerà per altre tre volte, dopo brevi soggiorni nelle baracche dei sacerdoti. Intanto si fa conoscere per la testimonianza di fede e per la carità cristiana che elargisce ai detenuti.
Ammalato, Karl è ritenuto una «bocca inutile». Nell'ottobre del 1942, figura sull'elenco dei deportati che devono esser sterminati in una camera a gas. Due sacerdoti riescono a far cancellare il suo nome dall'elenco.
All'inizio del 1943, un'epidemia di tifo esantematico diffusasi nel campo fa circa 6.000 vittime. Karl scampa all'epidemia solo perché la sezione dei tubercolosi è isolata dal resto del campo. Nell'assoluto abbandono alla Provvidenza divina ringrazia Dio di averlo conformato alla Passione di suo Figlio, per mezzo di quelle prove.

### Ordinazione clandestina a Dachau
Il 6 settembre 1944, arriva a Dachau un convoglio di deportati francesi, fra cui si trova un vescovo, Monsignor Gabriel Piguet. Si concretizza la possibilità di portare a termine il suo percorso di formazione al presbiterato, interrotto con la malattia e l'arresto. Il 23 settembre, Leisner chiede con una lettera al proprio vescovo l'autorizzazione necessaria per l'ordinazione. Verso la fine dell'anno 1944, la situazione per la Germania si era fatta difficile: il Terzo Reich perdeva terreno davanti all'avanzata degli Alleati e nei campi si erano assottigliati i reparti impegnati, così il controllo della posta da parte delle SS si era fatto meno rigoroso. All'inizio di dicembre 1944, Karl riceve una lettera scritta da una delle sue sorelle, che comporta, in mezzo al testo, le seguenti parole scritte con un'altra calligrafia: «Autorizzo le cerimonie richieste a condizione che possano farsi validamente e che ne rimanga una prova sicura» - segue la firma di monsignor von Galen.
L'ordinazione clandestina viene preparata in gran segreto. Grazie alla complicità di parecchi detenuti, viene confezionato un anello episcopale di ottone, un pastorale scolpito in legno di quercia, una mitra di seta con perle e ornamenti di stoffa viola. La domenica Gaudete, il 17 dicembre 1944 viene ordinato sacerdote. Dalle testimonianze registrate dell'evento risulta che nulla venne omesso dei riti previsti. Alla cerimonia partecipano circa trecento testimoni, cui si sono aggregati i 2.300 altri sacerdoti del campo. Durante il rito di ordinazione un deportato ebreo suona il violino, all'esterno, per sviare l'attenzione dei sorveglianti. Alla fine della Messa, Monsignor Piguet e Karl si ritrovano per una prima colazione preparata dal gruppo dei pastori protestanti.
Il 26 dicembre memoria di santo Stefano celebra la sua prima Messa.
Il 29 aprile 1945, gli americani liberano il campo di Dachau. All'inizio del mese di maggio, Karl viene trasportato al sanatorio di Planegg, vicino a Monaco di Baviera.
La malattia ha però fatto il suo corso e patirà un'intensa sofferenza, fino alla fine. Il 29 giugno 1945, Karl riceve la visita dei suoi genitori. Il 25 luglio, Karl può assistere, dal letto, ad una Messa celebrata da uno dei suoi amici. Lo stesso giorno, conclude il suo diario spirituale con queste parole: «O altissimo, benedici anche i miei nemici».
Non è più in grado di scrivere. Dirà a sua madre: «Mamma, devo confidarti qualcosa; tuttavia, non esser triste. So che morirò tra breve, ma sono felice». La sera dell'8 agosto con la visita delle sue tre sorelle vive l'ultima gioia familiare. Il 12 agosto entra in agonia e muore.

## Culto
I solenni funerali si svolsero a Kleve e fu sepolto nel locale cimitero; il 30 agosto 1966 fu esumato e i suoi resti mortali traslati nella Cripta dei Martiri del Duomo di Xanten, Germania. Il 15 marzo 1980, fu introdotto il processo per la causa di beatificazione, dal vescovo di Münster.
Karl Leisner è stato beatificato il 23 giugno 1996 dal papa Giovanni Paolo II, durante il suo viaggio apostolico a Berlino.
Dal Martirologio romano: